# Глухово (Красногорський район)
Глу́хово (рос. Глухово) — село у Красногорському районі Московської області Російської Федерації.

## Розташування
Село Глухово входить до складу сільського поселення Ільїнське. Воно розташоване на північному березі річки Москви вздовж Ільїнського шосе, поруч із пам'яткою природи Лохін острів. Найближчі населені пункти Ільїнське, Михалково, Ільїнське-Усово.

## Населення
Станом на 2006 рік у селі проживало 217 осіб, у 2010 році — 291 особа.